# Липовенко, Пётр Николаевич
Пётр Николаевич Липовенко (1922 — 3 июля 1942) — трубочный 365-й зенитной батареи 110-го зенитного артиллерийского полка противовоздушной обороны (ПВО) Береговой обороны Черноморского флота, краснофлотец.

## Биография
Родился 30 июня 1922 года в рабочем поселке Ворошиловск — районном центре Луганского округа, Донецкой губернии УССР. Жил с родителями в районе Нового Городка в усадебном доме на улице Базарная,10. С 1931 по 1937 годы учился в НСШ № 2 по улице Ленина, 18 (ныне ул. Заводская). До начала войны работал плотником ОКСа металлургического завода им. Ворошилова. В 1941 году был призван на фронт Ворошиловским РВК.
В Военно-Морском Флоте с 1941 года. В боях Великой Отечественной войны с 1941 года. В июне 1942 в боях на ближних подступах к городу, когда были выведены из строя все номера орудийного расчёта, встал к орудию и открыл по вражеской пехоте огонь. Был ранен, но не оставил поля боя. Погиб 3 июля 1942 года.
Указом Президиума Верховного Совета СССР «О присвоении звания Героя Советского Союза начальствующему и рядовому составу Военно-Морского флота» от 24 июля 1942 года за «образцовое выполнение боевых заданий командования на фронте борьбы с немецкими захватчиками и проявленные при этом отвагу и геройство» посмертно удостоен звания Героя Советского Союза.